# Austral Líneas Aéreas
Cielos del Sur S.A., действовавшая как Austral Líneas Aéreas, — упразднённая авиакомпания Аргентины со штаб-квартирой в Буэнос-Айресе, работавшая на рынке коммерческих авиаперевозок внутри страны. Занимала второе место после Aerolíneas Argentinas по количеству перевозимых пассажиров на внутренних маршрутах. Портом приписки авиакомпании и её главным транзитным узлом (хабом) являлся аэропорт имени Хорхе Ньюбери в Буэнос-Айресе.
Austral полностью принадлежала флагманской авиакомпании страны Aerolineas Argentinas. Тем не менее, между профсоюзами обоих перевозчиков существовал ряд разногласий, что постоянно приводило к конфликтам компаний.
В мае 2020 года было объявлено о предстоящем слиянии Austral с Aerolineas Argentinas, что позволило бы сэкономить более 100 миллионов долларов. В том же году компании завершили процесс объединения, и 30 ноября 2020 года Austral полностью прекратила операционную деятельность под своим брендом.

## История

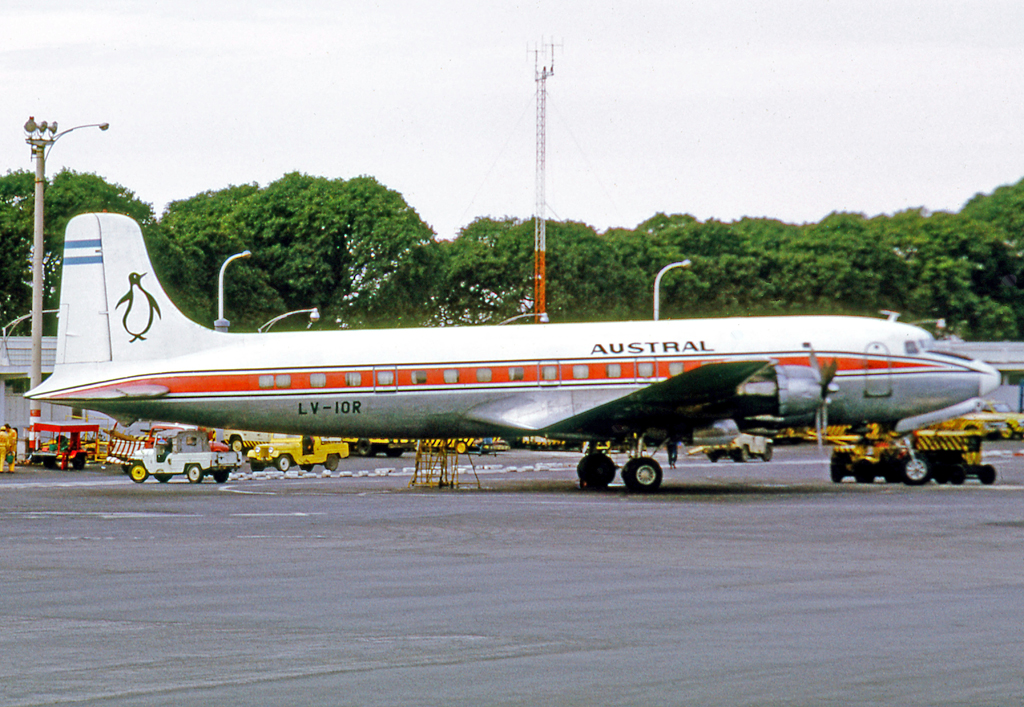
Douglas DC-6 авиакомпании Austral в аэропорту имени Хорхе Ньюбери (1972 год)

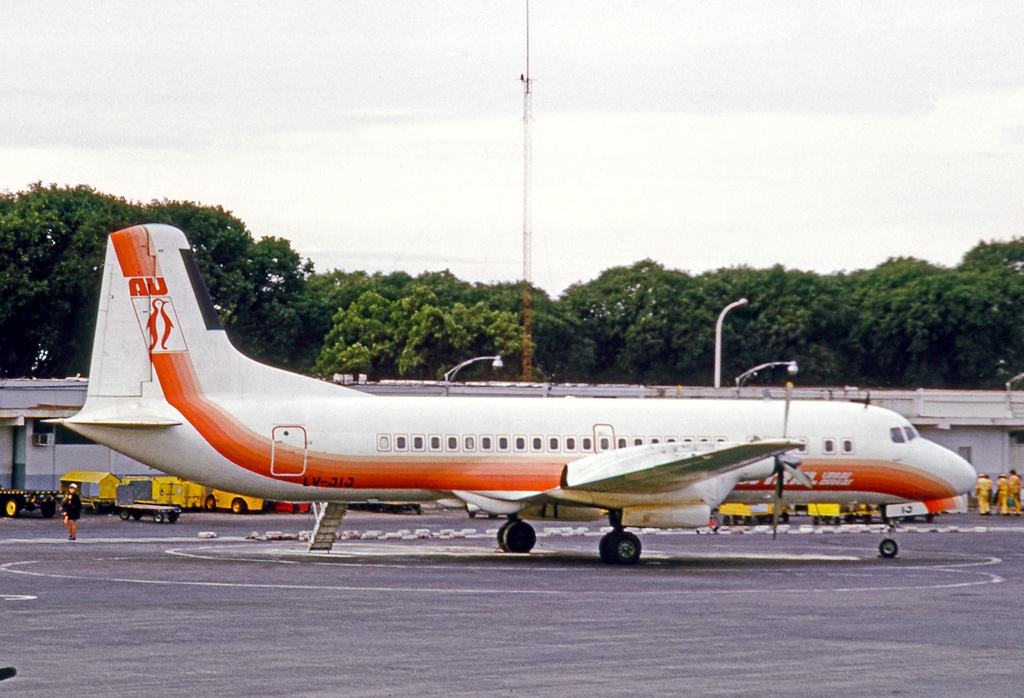
NAMC YS-11A Austral в аэропорту имени Хорхе Ньюбери, 1972 год

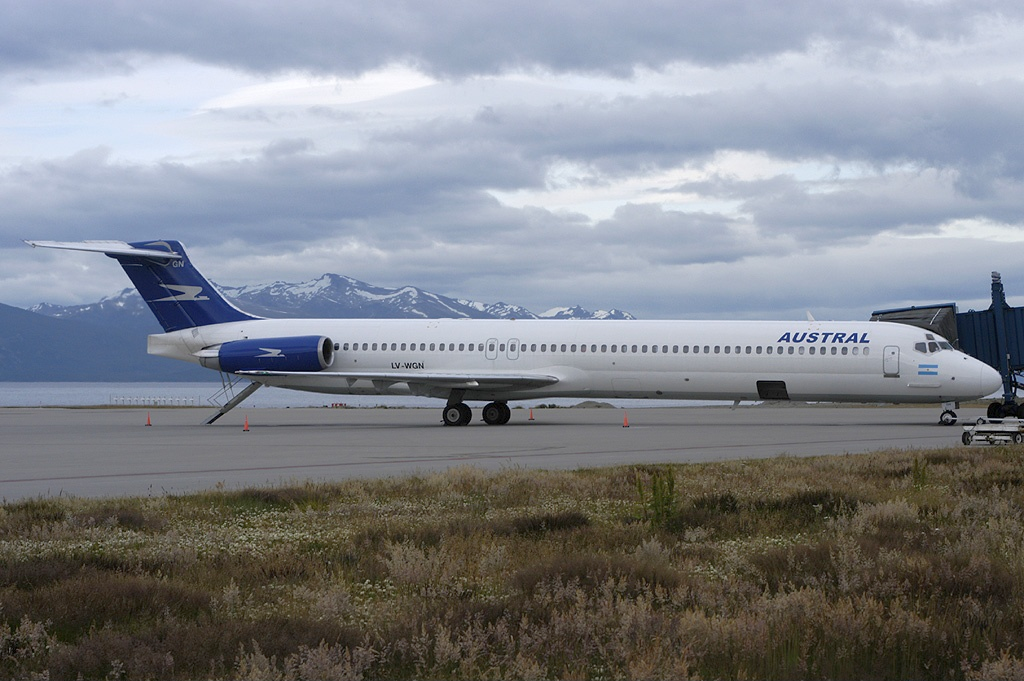
MD-83 Austral в одной из прежних ливрей на стоянке в международном аэропорту Ушуая, 2004 год

Авиакомпания Compañía Austral de Transportes Aéreos SACI (CATASACI) была основана в 1957 году и начала выполнение регулярных пассажирских рейсов в январе следующего года. Компания развивала маршрутную сеть в юго-западной части страны, а также осуществляла международные рейсы Монтевидео, Пуэрто-Монт и Пунта-Аренас. В 1957 году была основана другая аргентинская авиакомпания Aerotransportes Litoral Argentino (ALA) со штаб-квартирой в Росарио, работавшая на регулярном маршруте между Росарио и Буэнос-Айресом, а также в аэропорты северной части страны на самолётах Aero Commander. В 1965 году американская магистральная компания Pan American World Airways стала владельцем 22 % акций ALA в обмен на несколько лайнеров DC-3. В следующем году CATASACI приобрела ещё 30 % акций перевозчика, а в следующем году обе аргентинские авиакомпании начали объединение своих маршрутных сетей.
К началу мая 1971 года воздушный флот ALA состоял из двух самолётов C-46, пяти DC-3, двух DC-6B и пяти YS-11A-300. Регулярные перевозки авиакомпании выполнялись в города Буэнос-Айрес, Корриентес, Формоса, Гойя, Парана, Пасо-де-лос-Либрес, Посадас, Ресистенсия, Росарио, Сальта, Санта-Фе, Сан-Мигель-де-Тукуман, Антофагаста и Асунсьон, тогда как CATASACI эксплуатировала семь лайнеров BAC One-Eleven (4 самолёта серии 400 и 3 — серии 500), один DC-6 и три YS-11.. В июне 1971 года обе авиакомпании завершили процедуру объединения, фактически же ALA была поглощена компанией CATASACI, которая после этого сменила собственное название на Austral Líneas Aéreas S.A.. Флот укрупнённого перевозчика составили турбовинтовые самолёты NAMC YS-11 и реактивные BAC One-Eleven.
В 1980 году Austral перешла под полный контроль государства. В 1981 и 1983 годах правительством были предприняты две неудачные попытки реприватизации авиакомпании, в течение всего этого времени оба принадлежащих государству перевозчика (Austral и Aerolineas Argentinas) конкурировали друг с другом на внутренних регулярных маршрутах. Понимая, что такая ситуация не может длиться вечно, правительство решило предпринять третью попытку приватизации Austral. Данное решение не нашло понимания у сотрудников Aerolineas Argentinas, главным образом у пилотов этой авиакомпании. Персонал национального перевозчика считал, что заработные платы у работников компании-конкурента выше их собственных доходов, а вместо приватизации убыточной авиакомпании правительство могло бы пойти навстречу профсоюзу и приватизировать саму Aerolineas. 1 июля 1986 года сотрудники национального перевозчика объявили бессрочную забастовку, которая привела к остановке рейсов на внутренних и международных маршрутах. От этой забастовки фактически выиграли все остальные авиакомпании, как аргентинские, так и иностранные. Austral не оказалась в стороне от куска пирога и получила эксклюзивные права на ряд регулярных внутренних маршрутов.
В конце 1987 года Austral была приватизирована и перешла под контроль частного холдинга «Cielos del Sur S.A.». При этом авиационные эксперты выразили опасения по причине того, что получивший авиаперевозчика холдинг не имел на тот момент никакого опыта ведения бизнеса в авиационной отрасли. В апреле 1988 года Austral стала членом международной ассоциации ИАТА. Вскоре после этого (12 июня 1988 года) при заходе на посадку у города Посадас потерпел крушение McDonnell Douglas MD-81, погибли все 22 человека, находившиеся на борту самолёта.
В 1990 году холдинг Cielos del Sur S.A. и испанская флагманская авиакомпания Iberia создали совместный консорциум для приобретения 85 % акций Aerolíneas Argentinas, а вскоре после этого холдинг продал флагману все акции Austral.
21 июля 2008 года аргентинское правительство выкупило 99,4 % акций Austral по нераскрытой стоимости, остальные 0,6 % акций компании остались у её работников. В сентябре того же года сенат Аргентины принял решение о начале очередной попытки приватизации Aerolíneas Argentinas вместе с Austral в качестве дочерней структуры национального авиаперевозчика.

## Флот

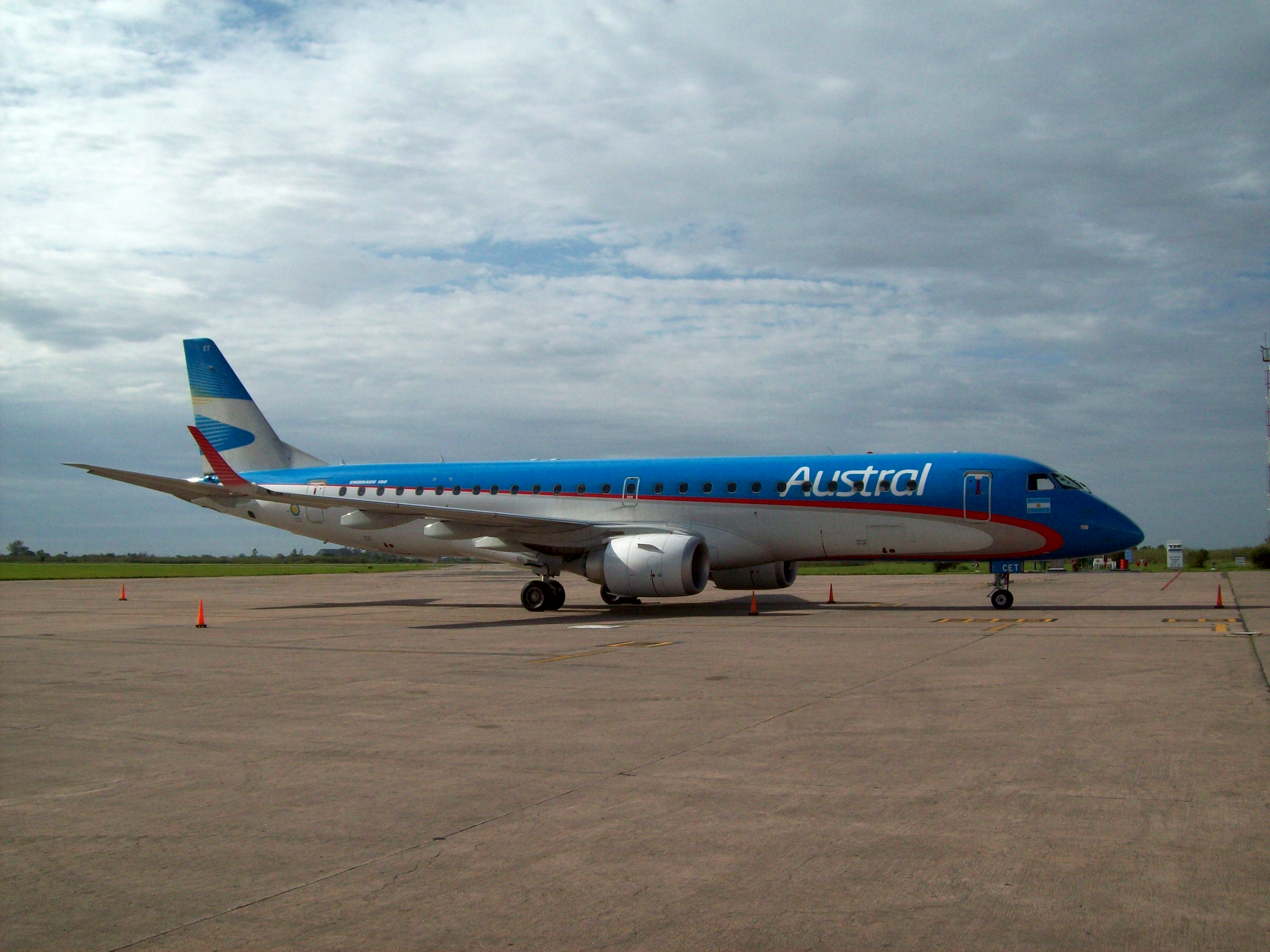
Embraer 190 авиакомпании Austral Líneas Aéreas на удалённой стоянке в аэропорту города Сан-Мигель-де-Тукуман (2012 год)

В 2009 году Austral подписала контракт на сумму 600 миллионов долларов США с корпорацией Embraer на покупку 20 самолётов Embraer 190, 85 % сделки при этом было профинансировано Бразильским банком развития (BNDES). Ещё два самолёта того же типа были заказаны в апреле 2013 года.
В августа 2019 года воздушный флот авиакомпании Austral Líneas Aéreas составляли следующие самолёты:
| Тип самолёта | В эксплуатации | Заказано | Пассажирских мест | Пассажирских мест | Пассажирских мест | Примечания |
| Тип самолёта | В эксплуатации | Заказано | C                 | Y                 | Всего             | Примечания |
| ------------ | -------------- | -------- | ----------------- | ----------------- | ----------------- | ---------- |
| Embraer 190  | 26             | 0        | 8                 | 88                | 96                |            |
| Всего        | 26             | 0        |                   |                   |                   |            |

### Эксплуатировавшиеся ранее

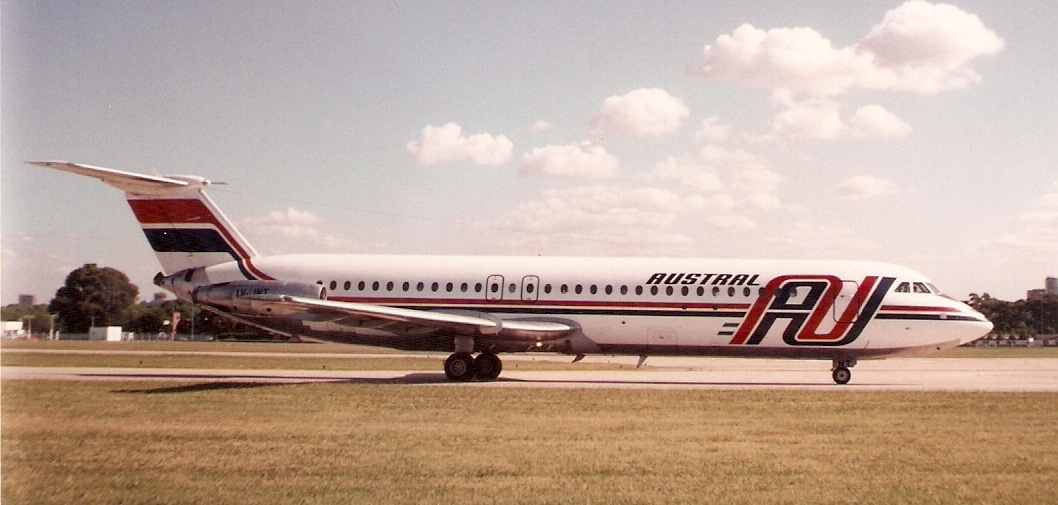
BAC One-Eleven Austral на рулении в аэропорту имени Хорхе Ньюбери (1993 год)

Ранее авиакомпания Austral эксплуатировала следующие воздушные суда:
- BAC One-Eleven 400
- BAC One-Eleven 500
- Boeing 737-200
- CASA CN-235[36]
- Curtiss C-46
- Douglas DC-4
- Douglas DC-6
- Douglas DC-6A
- Douglas DC-6B
- Fokker F27-100
- McDonnell Douglas DC-9-30
- McDonnell Douglas DC-9-50
- McDonnell Douglas MD-81[37]
- McDonnell Douglas MD-82[38]
- McDonnell Douglas MD-83[37]
- McDonnell Douglas MD-88[38]
- NAMC YS-11-100
- NAMC YS-11A-300

## Происшествия и инциденты
- 16 января 1959 года. Curtiss C-46 Commando (регистрационный LV-GED), выполнявший регулярный рейс из Буэнос-Айреса в Мар-дель-Плату, упал в море в 1,2 км от побережья в фазе ухода на второй круг при выполнении посадки в аэропорту назначения. Погиб 51 человек из 52 находившихся на борту[39].
- 17 декабря 1969 года. Curtiss C-46 Commando (регистрационный LV-GEB), следовавший грузовым рейсом в Буэнос-Айрес, совершил аварийную посадку на спортивное поле близ аэропорта назначения. На борту находились два пилота, оба выжили. Причиной инцидента стала ошибка экипажа в выборе топливного насоса, в результате чего закончилось топливо в баке одного из двигателей. Самолёт не подлежал восстановлению и был списан[40].
- 4 декабря 1973 года. В процессе взлёта из аэропорта имени команданте Эспоры у самолёта BAC 1-11 500 (регистрационный LV-JNR) произошла потеря мощности двигателей. Пилоты совершили аварийную посадку на оставшуюся длину взлётно-посадочной полосы, однако аэрофинишёры в конце ВПП не смогли остановить самолёт, пробили топливные банки, в результате чего произошло их возгорание. На борту находилось 74 человека, всем удалось благополучно выбраться из горящего лайнера[41].
- 21 ноября 1977 года. BAC 1-11 400 (регистрационный LV-JGY) выполнял чартерный рейс 9 из Буэнос-Айреса в Сан-Карлос-де-Барилоче. При наборе эшелона FL350 возникли проблемы с датчиками давления, далее самолёт следовал на более низком эшелоне. При выполнении захода на посадку в аэропорту назначения лайнер упал в 21 километре к востоку от города, погибли 46 из 79 человек, находившихся на борту[42].
- 7 мая 1981 года. BAC 1-11 500 (регистрационный LV-LOX), следовавший регулярным рейсом 901 из Сан-Мигель-де-Тукумана в Буэнос-Айрес, в процессе ухода на второй круг в зоне аэропорта назначения попал в грозовое облако. Экипаж потерял контроль над самолётом, в результате чего лайнер разбился в 15 километрах к юго-востоку от аэропорта. Погибли все 26 человек, находившиеся на борту[43][44].

- 12 июня 1988 года. McDonnell Douglas MD-81 (регистрационный N1003G), регулярный рейс 46 Посадас-Ресистенсия. При выполнении посадки в условиях плохой видимости зацепил дерево и потерпел крушение в аэропорту назначения. На борту находилось 22 человека, погибли все[45][46].
- 10 октября 1997 года. Douglas DC-9-32 (регистрационный LV-WEG), следовавший регулярным рейсом 2553 из Буэнос-Айреса в Посадас, попал в шторм и разбился в районе уругвайского города Нуэво-Берлин. Погибли все 74 человека, находившиеся на борту лайнера. Наиболее вероятная причина катастрофы — обледенение трубок Пито[47][48].